# Radio Alcoy
Radio Alcoy es una emisora de radio generalista privada de Alcoy (España), afiliada al Grupo Prisa e integrada en la Cadena SER con ubicación en la calle Doctor Sempere, 16. Inaugurada en fase de pruebas el 10 de octubre de 1931, obteniendo la concesión legal para emitir número 12. Es la primera emisora de radio española concedida a un ayuntamiento, la segunda emisora más antigua de la Comunidad Valenciana tras Radio Valencia y la segunda emisora de radio concedida a una ciudad que no es capital de provincia, siendo la primera Radio Tortosa.

## Historia

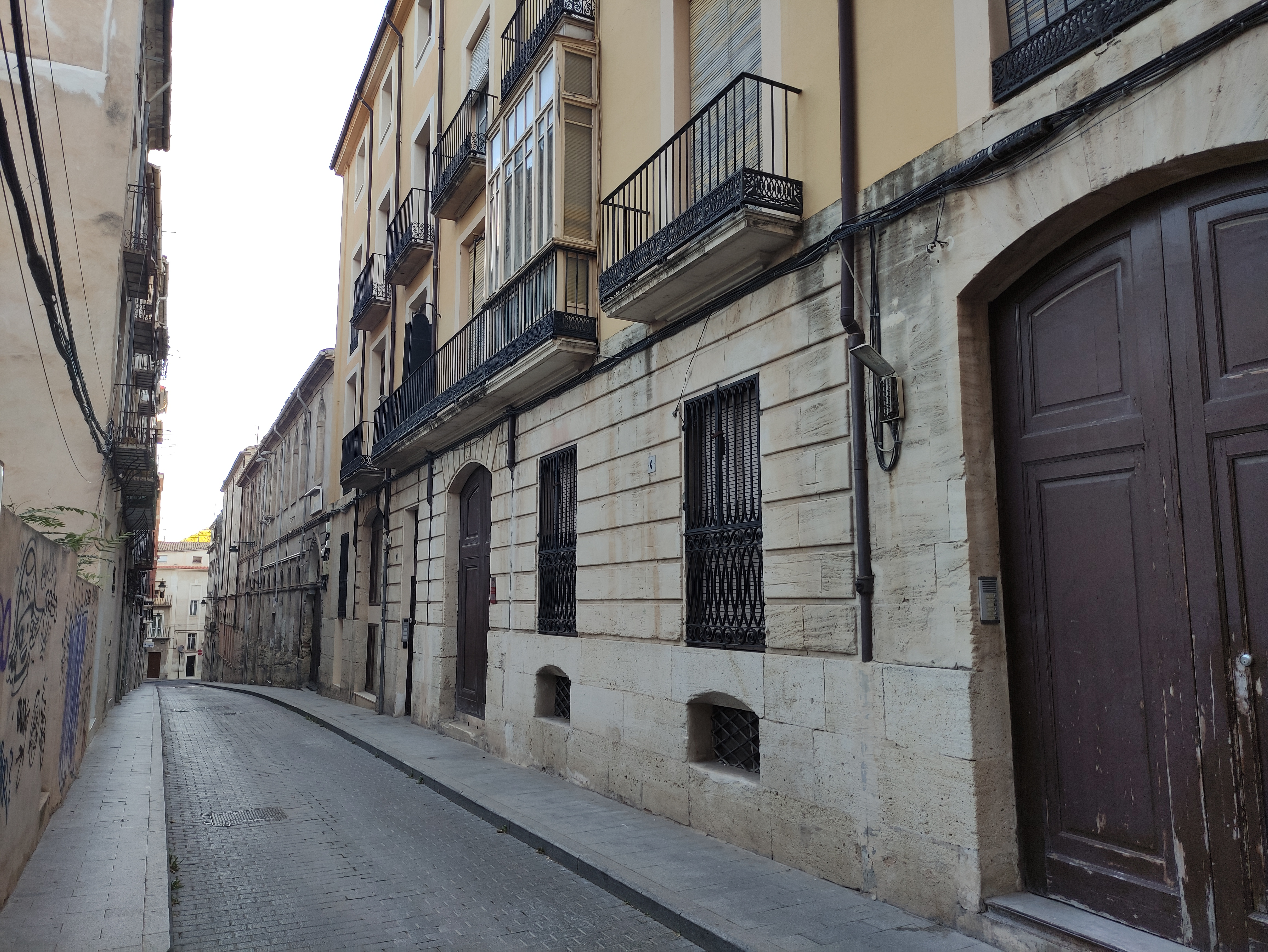
Calle La Cordeta, lugar donde estuvieron los estudios desde 1933 hasta 1998. (2024)

Fundada el 9 de septiembre de 1931 por Jesús Raduán Pascual, quien instó al ayuntamiento de Alcoy a obtener una licencia de emisión para una radio municipal. La radio tenía una potencia asignada de 100 vatios y una longitud de onda de 251 metros. Se le concedió el indicativo de EAJ-12 y un plazo de dos meses para su puesta en marcha. 
El 10 de octubre de 1931 empiezan sus emisiones en pruebas con espacios cortos de forma intermitente durante la tarde y la noche. Estos espacios consistían en charlas y piezas musicales. Su primer director fue Jesús Raduán Pascual. El 20 de noviembre y con la instalación técnica acabada empiezan las emisiones regulares. Para la primera emisión regular se emitió un concierto en directo por la noche a cargo del concertista Rafael Casasempere Juan. Los primeros estudios de grabación estaban ubicados en la calle San Nicolás número 39. El primer locutor de Radio Alcoy fue Antonio Gisbert, un funcionario de Telégrafos, a los que se le fueron sumando José García Llopis y Teresa Pérez Picó. Para técnico de la emisora se contrata a Francisco Arjona Vallet para sustituir al propio director de las funciones de técnico. Según el decreto del 8 de diciembre de 1932, la Segunda República Española promulga una nueva ley de radiodifusión donde se permite la creación de 59 nuevas estaciones de radio de baja potencia. Radio Alcoy se ve beneficiada de esta ley y el 20 de febrero de 1933 su frecuencia, que era provisional, pasa a ser definitiva. En ese momento los estudios de grabación se trasladaron al segundo piso de la calle Beato Nicolás Factor o calle de la Cordeta número 2, conocida popularmente como carrer de l'emissora. En dichos estudios estuvo la emisora hasta 1998. La radio se financiaba con la aportación municipal, aportaciones voluntarias de los vecinos y la aportación que ofrecían los socios de la emisora que les permitía poder participar en diferentes programas radiofónicos. El 10 de abril de 1933 se empieza la publicación de una revista semanal para aficionados de la radio donde se publicaba la información deportiva, la información de los teatros y cines y también la programación semanal de Radio Alcoy y otras emisoras de radio nacional. En aquel entonces Radio Alcoy emitía en tres bloques diarios, de 12 a 13 horas, de 18 a 19 horas y de 21 a 23 horas, siendo este último espacio el de más peso de la programación con el noticiario local. La información regional y local procede principalmente de La Voz de Valencia y La Gaceta de Levante. Para la información nacional e internacional se llega a un acuerdo de prensa con la agencia Radio-Prensa. A lo largo de 1933 se sigue ampliando la producción propia con la incorporación de José García Llopis y Teresa Pérez Picó.
El 18 de abril de 1935 deja de ser una radio municipal a ser íntegramente privada con Jesús Raduán Pascual como titular. Poco antes del inicio de la guerra civil española se cede la dirección a Francisco Arjona quien cede poco después la dirección a su padre José Arjona. A finales de 1936 la radio es incautada por el Comité Revolucionario de Defensa y utilizada para fines propios. Los programas de emisión regular en la radio dejan de emitir y sólo se emite música, cartelera de espectáculos, conferencias políticas y consejos de guerra para la población.
Al finalizar la guerra civil española, en 1939, el Ministerio de la Gobernación interviene todas las emisoras de radio privadas de España. En 1940 se devuelve Radio Alcoy a su dueño Francisco Arjona donde vuelve asumir la dirección. Para esta nueva etapa se vuelve a contratar a Teresa Pérez Picó como locutora y se añaden nuevos colaboradores radiofónicos como Carmen Such o Antonio Doménech. La parte deportiva estaba a cargo de Mario Silvestre. Junto a los programas de entretenimiento habituales se emitía contenido impostado por el Régimen Franquista. En 1947 vuelve a tomar la posesión de la radio Jesús Raduán Pascual, cargo que mantendría hasta 1953 donde Rafael Olcina se hace cargo de la dirección. Tras el cambio de dirección se contrata la gestión comercial a la agencia Comercial Lao por un período de 10 años, lo que supone más ingresos, contratación de nuevos locutores, ampliación de la programación diaria y una mejora en el material técnico. A mitad de la década de 1950 la radio tiene 1.300 socios y una publicidad que aumenta hasta los 110 minutos al día. Con esta ampliación se permiten hacer conexiones con Radio Nacional de España y se permite contratar a empresas externas para la emisión de radionovelas.
El 10 de febrero de 1962 Radio Alcoy firma un convenio de asociación con la Sociedad Española de Radiodifusión junto a Rafael Olcina como director de Radio Alcoy y Eugenio Fontán, director de la sociedad radiodifusora. Rafael Olcina continúa al cargo de director, pero la emisora se pone a la entera disposición de la SER, por lo que la agencia Comercial Lao abandona el proyecto y es la SER quien abona una parte proporcional de los ingresos por publicidad a cambio del compromiso por parte de la emisora local a conectar con la programación emitida desde Madrid. Gracias a este acuerdo aumentan las horas de emisión pero los programas locales se ven afectados al verse reducido el espacio de emisión.
A partir de 1968 la emisora de Radio Alcoy empezó sus emisiones simultáneas entre la FM (96.3 MHz) y la AM aunque con un resultado negativo, por lo que a partir de 1981 la frecuencia que había destinada en FM para Radio Alcoy pasa a ser Los 40 principales, mientras que Radio Alcoy continúa su emisión por la antigua frecuencia AM. En 1984, Jesús Raduán cambia la titularidad de Radio Alcoy a nombre de sus hijos debido a su avanzada edad. Desde entonces se funda Radio Alcoy S.L. bajo el mando de Juan Jordá Raduán, nieto del fundador, como director de la emisora de radio. 
El 23 de febrero de 1981, durante el Golpe de Estado, la emisora de Radio Alcoy fue intervenida por los militares durante la conocida "Noche de los transistores". Las conexiones con la capital madrileña no se restablecieron hasta la mañana siguiente.
En 1995, Grupo PRISA y Antena 3 Radio acaban fusionadas en España y la frecuencia donde emitía la emisora del Grupo Antena 3, 100.8 MHz, pasa a ser propiedad de Radio Alcoy. En los primeros años en esta frecuencia se emitía la programación íntegra de Cadena Dial, pero se acabó emitiendo la misma programación que en AM de forma simultánea y manteniendo Los 40 Principales en la anterior frecuencia de FM.
El 9 de noviembre de 1998, los estudios de Radio Alcoy se trasladaron a la calle Doctor Sempere, abandonando así los estudios ubicados en la calle La Cordeta.
El 18 de octubre de 2005 se estrenó la emisión en línea de Radio Alcoy permitiendo que la programación local sea más amplia a la carta, así como la página web con más información local.

## Equipo directivo
| Cargo                | Identidad           |
| Director             | Juan Jordá Raduán   |
| Jefa de informativos | Lucía Gadea Boronat |
| Jefe de deportes     | Ismael Mayor Coloma |
| Jefa de ventas       | Rosa Jornet Claros  |

## Frecuencias
Desde los estudios de Radio Alcoy en la calle Doctor Sempere, 16 se emiten los programas locales para las diferentes emisoras del Grupo PRISA.
| Emisora                           | Frecuencia |
| Radio Alcoy (onda media)          | 1485 AM    |
| Radio Alcoy (frecuencia modulada) | 100.8 FM   |
| Los 40 Alcoy                      | 96.3 FM    |
| Cadena Dial Alcoy                 | 95.0 FM    |

## Programas
Entre los programas locales se emite también eventos deportivos del Club Deportivo Alcoyano así como eventos culturales como los Moros y Cristianos de Alcoy o el Bando Real.
- Emisión del radioyente (1932-1936)
- Discos selectos (1932-1936)
- Emisión infantil (1933-1936)
- Micrófono para todos (1933-1936)
- Radioteatro (1933-1936)
- Radiofémina (1933-1936)
- Discoteca revuelta (1940-???)
- Boletín deportivo (1940-???)
- Radio chupete (1951-???)
- Ventanal artístico (1954-???)
- Vida local (1955-???)
- Alcoy y sus comparsas festeras (1955-1956)
- Alcoy canta
- Reflejos (1960)
- Antorcha (1961)
- Proscenio (1963)
- Tarde del sábado (1967)
- Cosmos (1967)
- Nuestra ciudad (1967-1969)
- Desde la butaca (1968)
- Buenos días con Zanussi (1972)
- Cesta de la compra (1973)
- Suya es la radio (1973-)
- Entrevista del día (1973-1977)
- Alcoy sus hombres y su cultura (1975-1977)
- Cita con Agudo (1976)
- Crida (1978)
- Noticiario local (1978-1981)
- Directe als jovens (1981)
- Informativo comarcal (1984-)
- Hoy por hoy Alcoy (1986-)
- El celler (1990-1999)
- Nostra festa (1991)
- Club de la tarde (1991-1995)
- El ventall (1996-2000)
- La Glorieta (1995-2006)
- Ser deportivos Alcoy (2002-)
- El mundo de las trece lunas (2006-)
- Jazz Club El Mussol (2014-)
- Recordando el Alcoy siglo XX
- Els monòlegs de l’alcoiania

## Audiencia
En diciembre de 2024, según el estudio general de medios, las emisoras del Grupo PRISA en Alcoy obtuvieron 40.000 oyentes que se sumaron a la totalidad de oyentes en España. Los oyentes fueron repartidos en 10.000 oyentes de Radio Alcoy en Radio AM, 16.000 oyentes en Radio FM y 14.000 oyentes para Los40.